# Jan Henk Hoeksma
Jan Henk Hoeksma (Grouw, 29 januari 1968)  is een voormalig Nederlands korfbalscheidsrechter. Hij floot op het hoogste Nederlandse niveau, namelijk de Korfbal League. Samen met assistent Ritske Kleinhuis floot hij de finale van de Korfbal League in 2005. Daarnaast won het scheidsrechtersduo 4 maal de prijs voor Beste Scheidsrechter.
Hoeksma stopte in 2015 als scheidsrechter op het hoogste niveau.

## IKF
Van 2011 t/m 2015 was Hoeksma ook scheidsrechter van het IKF. Hij floot hierdoor op internationale toernooien, waaronder de Wereldspelen van 2013.

## Prijzen
- 2012, Beste Scheidsrechter
- 2011, Beste Scheidsrechter
- 2005, Beste Scheidsrechter
- 2004, Beste Scheidsrechter